# Acraspedanthus ferax
Acraspedanthus ferax is een zeeanemonensoort uit de familie Bathyphelliidae.
Acraspedanthus ferax is voor het eerst wetenschappelijk beschreven door Stuckey in 1909.